# Rywociny (Tatry)

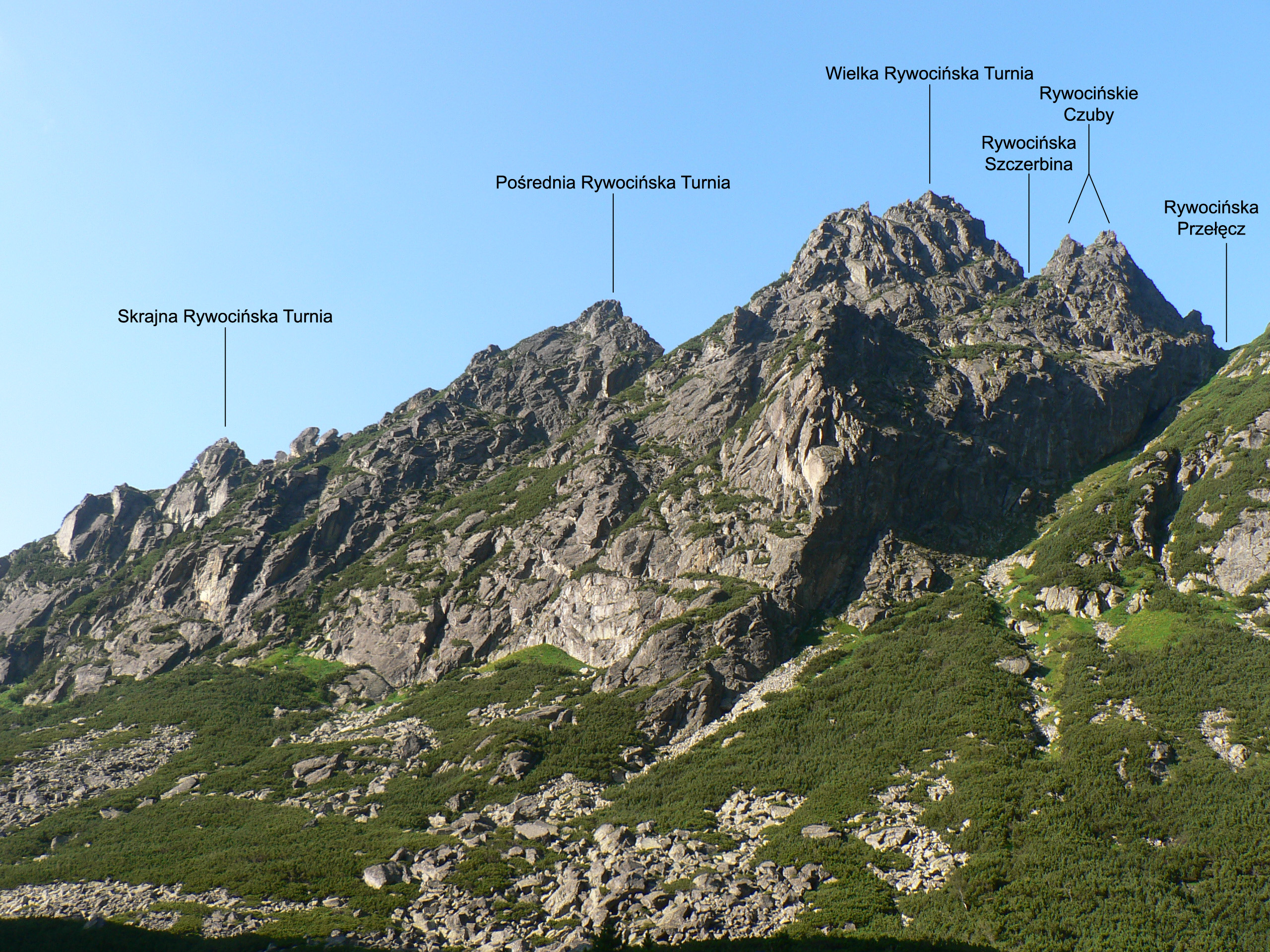
Fragment grupy Rywocin

Rywociny (słow. Oštepy, niem. Gantgruppe, węg. Gántcsoport) – grupa turni stanowiąca dolną część Zimnowodzkiej Grani w słowackich Tatrach Wysokich. Najwyższym wzniesieniem tej grupy jest Wielka Rywocińska Turnia, która osiąga wysokość 1888 m n.p.m. Od północnego zachodu grupa ta przez Rywocińską Przełęcz sąsiaduje z Kościołami. Nazwa Rywociny stosowana była do określenia Wielkiej Rywocińskiej Turni, lecz pierwotnie oznacza ona całą ich grupę. Rywociny mają skalne urwiska, ale w większości porośnięte są kosodrzewiną lub drzewami w niższych partiach. Na żaden z obiektów w tej grupie nie prowadzą szlaki turystyczne.
Obiekty w grupie Rywocin (od północnego zachodu):
- Wielka Rywocińska Turnia (Zadný Oštep),
- Pośrednia Rywocińska Przełęcz (Zadné Studenovodské sedlo),
- Pośrednia Rywocińska Turnia (Prostredný Oštep),
- Skrajna Rywocińska Przełęcz (Predné Studenovodské sedlo),
- Skrajna Rywocińska Turnia (Predný Oštep),
- Zadnia Zimna Ławka (Malé Studenovodské sedlo),
- Zadnia Zimna Turniczka (Zadný Malý Oštep),
- Skrajna Zimna Ławka (Malá Studenovodská štrbina),
- Skrajna Zimna Turniczka (Predný Malý Oštep).

Pierwszego wejścia na najwyższy punkt grani Rywocin – Wielką Rywocińską Turnię – dokonali żołnierze i oficerowie dokonujący pomiarów kartograficznych w 1895 lub 1896 r. Pierwszym turystą na tej turni był Alfred Martin 21 lipca 1907 r. Zimą powtórzył to osiągnięcie Gyula Komarnicki 1 lutego 1912 r.